# Turnkey
統包、一站式方案（英語：turnkey project，又稱turnkey，turn-key），是一種專案類型，指的是賣方將專案架設好並調整完成，在可立即使用的情況下賣給買家，是科技業中一種常見的技術轉移方式。

## 字源
統包代表可立即使用的東西，常見於貨品的銷售或服務。統包房屋是建商在自己土地上蓋好房屋，待客戶能入住時再將鑰匙轉給客戶。統包也常見於創業上，供應商提供完整的解決方案及設備給草創的公司，使其可立即運作。
通俗的说，就是客户不参与总体解决方案的实施过程，只是在工程完工后进行验收，后拿着“钥匙”打开机房门就可以进行设备运营。

## 科技業中的情形
科技業中的統包通常由電腦、預先安裝好的軟體、相關的硬體、設備以及使用手冊等等組成，且以整體套件為銷售單位，不分開銷售。
在台灣的DRAM產業，許多製造商皆採取統包的方式將國外的技術轉移至國內，以節省自行研發的成本。

## 資料來源
1. ↑  李慧瑜：《記憶體封測產業》，載《產經資訊》第50期，第33頁